# Spirostreptus plumaceus
Spirostreptus plumaceus är en mångfotingart som beskrevs av Voges 1878. Spirostreptus plumaceus ingår i släktet Spirostreptus och familjen Spirostreptidae. Inga underarter finns listade i Catalogue of Life.